# Homalosilpha quadrimaculata
Homalosilpha quadrimaculata är en kackerlacksart som beskrevs av Roth, L. M. 1999. Homalosilpha quadrimaculata ingår i släktet Homalosilpha och familjen storkackerlackor. Inga underarter finns listade i Catalogue of Life.